# شلة بط
شلة بط (بالإنجليزية: Quack Pack)‏، هو مسلسل رسوم متحركة أنتجتها شركة والت ديزني عام 1996، وأبطال الحلقات هم بطوط وأولاد أخيه الثلاثة كركور وفرفور وزرزور (لولو وتوتو وسوسو) وهم يافعون. عرض لأول مرة على قناة ديزني، وهو من موسم واحد مكون من 39 حلقة.

## النسخة العربية
تمت ترجمة الحوار على يد أربع مترجمات مختلفات وهم هبة الغرباوي، ياسمين ببلاوي، منى الشايب وليلة زيدان،
وتم أعداد الأغاني والأشعار على يد الكاتبة والمؤدية زينب مبارك،
بينما أخرج الأغاني على يد المخرج الغنائي إيف شيشا، وأخرج الحوار على يد هبة الغرباوي، تامر نصر ودعاء إميابي,
تمت أعمال الدوبلاج في ستوديو ميديا كونسبتس.

### الأداء الصوتي
- محمد الصاوي - بطوط
- رشا عبد الله - ديدي بطوطة
- معوض إسماعيل - كركور وفرفور وزرزور
- رأفت لبيب - مروان شديد
- ياسر شعبان - أغنية المقدمة

## روابط خارجية
- شلة بط على موقع IMDb (الإنجليزية)
- شلة بط على موقع فيلمافينيتي (الإسبانية)
- شلة بط على موقع كينوبويسك (الروسية)
- شلة بط على موقع ألو سيني (الفرنسية)
- شلة بط على موقع قاعدة بيانات الفيلم (الإنجليزية)